# Nir (Vorname)
Nir (hebräisch: נִיר) ist ein männlicher Vorname.

## Herkunft und Bedeutung
Das hebräische Wort נִיר bedeutet „gepflügtes Feld“.

## Varianten
- Nira (weibliche Form)
- Neer

## Namensträger
- Nir Alon (* 1964), israelischer Bildhauer
- Nir Barkat (* 1959), israelischer Geschäftsmann und Politiker, Oberbürgermeister von Jerusalem
- Nir Bergman (* 1969), israelischer Regisseur
- Nir Davidovich (* 1976), israelischer Fußballspieler
- Nir Shaviv (* 1972), israelisch-amerikanischer Physiker
- Nir Tibor (* 1993), israelischer Musiker, siehe Dennis Lloyd (Musiker)
- Nir Tichon (* 1993), israelischer Eishockeytorwart